# فرودگاه محلی کیندرزلی
فرودگاه محلی کیندرزلی (به انگلیسی: Kindersley Regional Airport) یک فرودگاه همگانی با کد یاتا YKY است که یک باند فرود آسفالت دارد و طول باند آن ۱٬۰۶۹ متر است. این فرودگاه در کشور کانادا قرار دارد و در ارتفاع ۶۹۴ متری از سطح دریا واقع شده است.